# كيفن كينر
كيفن كينر (بالإنجليزية: Kevin Kenner) هو عازف بيانو وملحن أمريكي، ولد في 19 مايو 1963 في كورونادو في الولايات المتحدة.

## وصلات خارجية
- الموقع الرسمي
- كيفن كينر على موقع ميوزك برينز (الإنجليزية)
- كيفن كينر على موقع أول ميوزيك (الإنجليزية)
- كيفن كينر على موقع ديسكوغز (الإنجليزية)